# Дубенко, Василий Фёдорович
Василий Фёдорович Дубенко (2 августа 1917, Хидры, Гродненская губерния — 20 сентября 1979, Худяково, Курганская область) — комбайнер Лопатинской МТС Лопатинского района Курганской области, Герой Социалистического Труда (1951).

## Биография
Василий Фёдорович Дубенко родился 2 августа 1917 года в деревне Хидры Верхолесской волости
Кобринского уезда Гродненской губернии, в это время территория губернии была оккупирована войсками Центральных держав. Ныне агрогородок — административный центр Хидринского сельсовета Кобринского района Брестской области Республики Беларусь.
В 1917 году семья переехала в деревню Худяково Лопатинской волости Курганского уезда Тобольской губернии; ныне деревня входит в Лебяжьевский муниципальный округ Курганской области.
В 1933 году окончил начальную школу и стал работать конюхом в колхозе «Четвёртый завершающий» в деревне Худяково. В 1935 году окончил школу механизации и электрификации сельского хозяйства в селе Петухово. Работал механиком, трактористом, комбайнером в Лопатинской МТС. В жатву 1936 года убрал около двухсот гектаров хлебов и сразу же зарекомендовал себя мастером на хлебной ниве. В военные годы Дубенко ежегодно убирал урожай с площади 1000—1200 гектаров.
16 августа 1937 года его отец, Фёдор Яковлевич Дубенко, был арестован. 23 сентября 1937 года приговорен Тройкой УНКВД по Челябинской области по обвинению в антисоветской агитации, ст.58-10 УК РСФСР к 10 годам лишения свободы. Реабилитирован 15 июня 1963 года Курганским облсудом.
В 1946 году вступил в ВКП(б), в 1952 году партия переименована в КПСС.
Продолжал ударно трудится и в послевоенные годы. Прекрасное знание сельскохозяйственной техники, навык обращения с нею позволяли Дубенко не раз выступать в роли зачинателя различных починов. Перейдя с «Коммунара» на «Сталинец-1», он освоил работу на сцепе из двух комбайнов. Квалифицированных комбайнеров в те годы было ещё мало, и пример Дубенко оказался более чем кстати.
В 1950 году работая на комбайне «Сталинец-6» за 35 рабочих дней с убранной им площади намолотил 8238 центнеров зерна. Всего за жатву 1950 года, вместе со своей помощницей Анной Михайловной Беловой он выдал рекордный по тем временам намолот более 9 тысяч центнеров.
Указом Президиума Верховного Совета СССР от 14 мая 1951 года за достижение в 1950 году высоких показателей на уборке и обмолоте хлебов Дубенко Василию Фёдоровичу присвоено звание Героя Социалистического Труда с вручением ордена Ленина и Золотой медали «Серп и Молот».
В 1951 году он удвоил свой предыдущий показатель и в 1952 году ему вручён второй орден Ленина.
В 1958—1960 годах работал заместителем председателя колхоза имени Ленина. В 1961—1977 годах — управляющим Худяковского отделения совхоза «Колос».
Неоднократно избирался депутатом областного Совета народных депутатов, был членом Лебяжьевского райкома партии, членом парткома совхоза «Колос». Был делегатом II Всесоюзного съезда профсоюза земельных органов (1951 год). Принимал участие в работе Всесоюзного съезда профсоюзов работников сельского хозяйства (1954 год) и во Всесоюзной конференции сторонников мира (1952 год).
Жил в деревне Худяково Лопатинского сельсовета Лебяжьевского района Курганской области.
Василий Фёдорович Дубенко скончался 20 сентября 1979 года.

## Награды
- Герой Социалистического Труда,14 мая 1951 года
  - Орден Ленина № 140391
  - Медаль «Серп и Молот» № 5916
- Орден Ленина, 6 июня 1952 года
- Юбилейная медаль «За доблестный труд. В ознаменование 100-летия со дня рождения Владимира Ильича Ленина», 1970 год
- Медаль «За доблестный труд в Великой Отечественной войне 1941—1945 гг.»
- Медаль «За освоение целинных земель»

## Семья
В семье Фёдора Яковлевича и Евдокии Павловны Дубенко было семеро детей:
- Стефания (умерла во младенчестве)
- Василий (1917-1979)
- Ольга (1921-2010)
- Анна (1926 г.р.)
- Клавдия (1924-1958)
- Таисия (1929-2015)
- Пётр (1930-1956)

Василий Фёдорович Дубенко был женат, воспитал четверо детей - 2 сына и 2 дочери. Внуки одной из дочерей живут в городе Кургане, а сноха с внуками в селе Лопатки.